# وان هورس استور (آرکانزاس)
وان هورس استور (به انگلیسی: One Horse Store) یک منطقهٔ مسکونی در ایالات متحده آمریکا است که در شهرستان آرکانزاس، آرکانزاس واقع شده‌است. وان هورس استور ۵۴٫۸۶ متر بالاتر از سطح دریا واقع شده‌است.